# Tim McInnerny

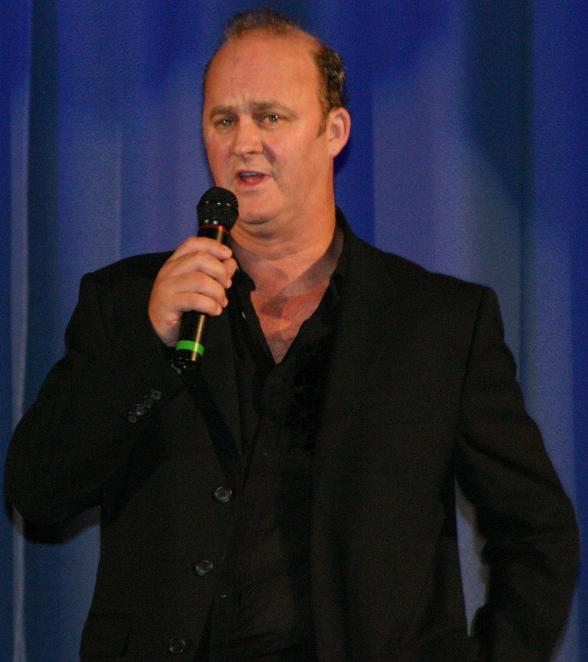
Tim McInnerny, 2006

Tim McInnerny (* 18. September 1956 in Stockport, Cheshire, England) ist ein britischer Schauspieler.

## Leben und Wirken
McInnerny wurde in Stockport als Sohn von Mary Joan und William Ronald McInnerny geboren. Er wuchs im Stockporter Stadtteil Cheadle Hulme und in Stroud, Gloucestershire auf und besuchte später in Oxford das College.
Als Schauspieler ist er vor allem für die Darstellung dramatischer Charaktere bekannt. So spielte er in der Dramaserie Am Rande der Finsternis einen sozialistischen Revolutionär. Auch in vielen weiteren Fernsehserien war er zu sehen, wie Sherlock Holmes, Blackadder, Im Visier des MI5 und Doctor Who. 1990 trat er im West End in der Rocky Horror Show auf.
Auch in zahlreichen Filmen verkörperte er Rollen. Nennenswerte darunter sind Erik der Wikinger, 101 Dalmatiner, Notting Hill und Severance. Daneben hatte er auch in Musikvideos Auftritte, wie This Woman's Work von Kate Bush oder Uptown Girl von Westlife. Zudem ist McInnerny als Darsteller im Theater tätig und trat so 2007 u. a. im Shakespeare-Stück Othello im Globe Theatre in London auf.

## Filmografie (Auswahl)
- 1982–1983, 1986, 1987, 1989: Blackadder (Fernsehserie, 20 Folgen)
- 1985: Wetherby
- 1985: Sherlock Holmes (Fernsehserie, Folge The Red Headed League)
- 1989: Erik der Wikinger (Erik the Viking)
- 1992: The Bill (Fernsehserie, 1 Folge)
- 1993: Die Abenteuer des jungen Indiana Jones (The Young Indiana Jones Chronicles; Fernsehserie, Folge Prague, August 1917)
- 1995: Katharina die Große (Catherine the Great; Fernsehfilm)
- 1995: Richard III. (Richard III)
- 1996: 101 Dalmatiner (101 Dalmatians)
- 1997: Fremde Wesen (FairyTale: A True Story)
- 1999: Notting Hill
- 1999: Das schnelle Geld – Die Nick-Leeson-Story (Rogue Trader)
- 1999: Blackadder: Back and Forth (Kurzfilm)
- 2000: Der Mann der 1000 Wunder (The Miracle Maker; Stimme)
- 2000: 102 Dalmatiner (102 Dalmatians)
- 2000: Longitude – Der Längengrad (Longitude; Fernsehfilm)
- 2001: Des Kaisers neue Kleider (The Emperor's New Clothes)
- 2004: Agatha Christie’s Marple (Fernsehserie, 1 Folge)
- 2004–2006: Spooks – Im Visier des MI5 (Spooks; Fernsehserie, 4 Folgen)
- 2005: Die Schönheitslinie (The Line of Beauty; Fernseh-Miniserie, 3 Folgen)
- 2005: Casanova
- 2006: Severance
- 2007: Save Angel Hope
- 2008: Doctor Who (Fernsehserie, Folge 4x03 Planet of the Ood)
- 2008: Agent Crush
- 2009: Hustle – Unehrlich währt am längsten (Hustle; Fernsehserie, Folge Lest Ye Be Judged)
- 2010: Black Death
- 2010: Inspector Barnaby (Midsomer Murders; Fernsehserie, Folge The Sword of Guillaume)
- 2011: Johnny English – Jetzt erst recht! (Johnny English Reborn)
- 2011–2012: New Tricks – Die Krimispezialisten (New Tricks; Fernsehserie, 3 Folgen)
- 2014: Castles in the Sky
- 2014: Autómata
- 2014–2015: Outlander (Fernsehserie, 2 Folgen)
- 2015: Strike Back
- 2015: Spooks – Verräter in den eigenen Reihen (Spooks: The Greater Good)
- 2016: Sherlock – Die Braut des Grauens (The Abominable Bride, Fernsehfilm)
- 2016: Eddie the Eagle – Alles ist möglich (Eddie the Eagle)
- 2016: Zeit für Legenden (Race)
- 2016–2017: Game of Thrones (Fernsehserie, 5 Folgen)
- 2017: Strike (Fernsehserie, 2 Folgen)
- 2018: Peterloo
- 2018: Strangers (Fernsehserie, 8 Folgen)
- 2019: Killers Anonymous – Traue niemandem (Killers Anonymous)
- 2019: The Aeronauts
- 2020: Die Kinder von Windermere (The Windermere Children)
- 2021: Die Schlange (The Serpent, Miniserie, 8 Folgen)
- 2024: The End
- 2024: Gladiator II
- 2024: Zwei an einem Tag  (Miniserie)